# Dolmen de Son Bauló de Dalt
El dolmen de Son Bauló de Dalt és un jaciment dolmènic situat al polígon industrial de Son Bauló, vora can Picafort. Fou descobert per un aficionat, el qual va publicar una primera referència al Bulletin de la Société Préhistorique Française a mitjan segle xx, però no fou fins als anys seixanta que un equip d'arqueòlegs illencs emprengueren les primeres excavacions científiques, que foren dirigides per Guillem Rosselló Bordoy i finançades pel Museu de Mallorca.
Els dòlmens documentats a Mallorca, igual que els de Menorca, reben la influència dels de l'Alt Empordà, la Catalunya Nord i els Baix Llenguadoc. A més del de Son Bauló, a Mallorca n'hi ha dos més: el Dolmen de Son Real i el de l'Aigua Dolça, que juntament amb el de Son Bauló de Dalt són els únics exemplars documentats a l'illa. Per contra, a Menorca hi ha molta més riquesa, del que es pot destacar el dolmen de les Roques Llises. Aquestes estructures menorquines es troben als encontorns de Ciutadella, la qual cosa fa pensar en més que possibles vincles entre les poblacions que habitaren les Gimnèsies a final del tercer i començament del segon mil·lenni aC.
Aquestes formes d'enterrament conviuen amb d'altres com són els hipogeus (coves artificials). Totes dues tipologies d'enterraments són de caràcter col·lectiu, és a dir que s'hi enterraven diferents membres de la comunitat, i hom no aprecia diferències socials.
Les poblacions del període dolmènic practicaven la ramaderia i l'agricultura i vivien en petits poblats de cabanes on es va començar a practicar la metal·lúrgia, en aquest cas del bronze.
El dolmen de Son Bauló està format per una petita elevació artificial damunt la qual s'assenta un enllosat de pedres planes. Aquesta petita elevació és de morfologia oval, amb uns eixos màxims de 16 metres de longitud, en un eix sud-oest / nord-est, i 9,5 metres en l'eix nord-oest/sud-est. Al centre d'aquesta elevació hi ha una petita cista quadrangular amb una superfície aproximada de 4 m quadrats, a la qual hom accedeix per una llosa vertical amb una perforació arrodonida que posava en contacte el món dels morts amb el dels vius, a través d'un petit corredor o avantcambra, que comunicava amb l'exterior, en direcció sud-oest, on hi ha una llosa de tancament.
Tot i que el jaciment no és molt ric en la troballa de materials, cal destacar diversos elements de ceràmica a mà, un alena de bronze d'uns 5,3 cm de llargària. També cal destacar la presència de sílex, el qual va arribar de fora de la zona, car no s'hi troba aquesta mena de lític, fet que demostra el contacte amb altres punts de la resta de l'illa. Aquest petit aixovar es va trobar associat a les restes de cinc individus.